# Konflikt im Nigerdelta
Der Konflikt im Nigerdelta hat seine Wurzeln in ethnischen Differenzen im Vielvölkerstaat Nigeria. In der Kolonialzeit waren die Briten hauptsächlich in Küstennähe, also im Süden, präsent, während sie im Norden nur indirekte Herrschaft über lokale muslimische Herrscher ausübten.
Der Zeitpunkt der Unabhängigkeit 1960 fiel zusammen mit dem Beginn der Erdölförderung, wobei die Fördergebiete im christlichen Süden lagen, die Mehrheit der Bevölkerung jedoch im muslimischen Norden lebte. Das Nigerdelta erklärte sich 1967 unter dem Namen Biafra für unabhängig, wurde jedoch im Biafra-Krieg bis 1970 gewaltsam wieder eingegliedert.
So entstand der bis heute ungelöste Streit um die Erdölförderungen im Nigerdelta zwischen den betroffenen Völkern einerseits und den vor Ort tätigen internationalen Erdölkonzernen, insbesondere das Unternehmen Royal Dutch Shell, und der nigerianischen Zentralregierung andererseits.
Die Bewegung für das Überleben des Ogoni-Volkes organisierte 1993 gewaltfreie Demonstrationen für die Rechte der Bewohner in den Ölfördergebieten, die vorübergehend zur Einstellung der Ölproduktion führten. Daraufhin wurde das Gebiet vom nigerianischen Militär besetzt; nach einem inszenierten Schauprozess wurden einige Anführer, darunter der weltweit bekannte Ken Saro-Wiwa, 1995 hingerichtet.
Danach wurden die Proteste immer militanter und die Strukturen immer unübersichtlicher. Die lokale Macht wurde bereits nach einem Bericht von 2005 faktisch von bewaffneten Banden ausgeübt. Die Polizei ist schlecht ausgebildet und korrupt.
Die Erdölförderung schädigt immer mehr die Ökologie und damit die Landwirtschaft, Aquakultur und Fischerei. Der Schaden trifft die lokale Bevölkerung, die Einnahmen aus der Erdölförderung fließen währenddessen anderswo hin. Heute durchkreuzen über 7000 Kilometer (Stand: 2010) zum Teil völlig veraltete Ölpipelines das Nigerdelta. Aufgrund vieler Lecks und häufiger Öldiebstähle läuft nahezu dauerhaft Öl aus und verteilt sich im Land.

## Darstellungen des Konflikts in einzelnen Jahren
Dieser Abschnitt ist keine vollständige Chronologie, sondern eine Darstellung der Lage in einigen ausgewählten Jahren.

### Im Jahr 1998: Erklärung von Kaiama
Am 11. Dezember 1998 trafen sich in Kaiama im Bundesstaat Bayelsa von Nigeria Jugendliche der Ethnie Ijaw aus über fünfhundert Gemeinden und vierzig Clans im Nigerdelta, um zu beraten, wie man im Staat Nigeria das Überleben der Ijaws im Nigerdelta auf Dauer sicherstellen könnte.

#### Feststellungen der Ijaw-Jugendlichen
- Die Ijaw Nation wurde durch die britische Kolonisation gewaltsam unter den Staat Nigeria gestellt.
- Die Ijaws hätten sich als eine souveräne Nation mit einer politischen, ökonomischen, sozialen und kulturellen Autonomie entwickelt, wenn nicht die ökonomischen Interessen der Imperialisten gewesen wären.
- Mit der Aufteilung des Süd-Protektorats in Ost und West begannen die Briten 1939 die Balkanisierung eines bisher zusammenhängenden und kulturell homogenen Ijaw-Volkes in politische und administrative Einheiten und weiter in sechs Staaten (Ondo, Edo, Delta, Bayelsa, Rivers und Akwa Ibom), in denen die Ijaws meistens als Minderheit sozio-politische, wirtschaftliche, kulturelle und psychologische Verluste erlitten.
- Die Lebensqualität des Ijaw-Volkes wurde in Folge einer völligen Vernachlässigung, Unterdrückung und Ausgrenzung durch die Allianz des nigerianischen Staates mit den transnationalen Ölgesellschaften zerstört.
- Die politische Krise in Nigeria ist hauptsächlich ein Kampf um das Erdöl, das über 80 % des Bruttoinlandprodukts, 95 % des Staatshaushalts und 90 % der Einkünfte aus ausländischen Devisengeschäften ausmacht, von denen 65 %, 75 % beziehungsweise 70 % von der Ijaw Nation stammen. Trotz dieser großen Beiträge entlohnt der nigerianische Staat mit vermeidbaren Todesfällen, die aus Umweltzerstörung und militärischer Repression resultieren.
- Die unverminderte Schädigung der fragilen natürlichen Umwelt und der Gesundheit der Ijaws ist hauptsächlich auf die unkontrollierte Rohöl- und Erdgas-Suche und -Förderung zurückzuführen, die zu zahlreichen Ölverschmutzungen, unkontrollierten Abfackelungen, zu Entwaldungen, wahllosen Kanalisationen, Überflutungen, Erdsenkungen, Küstenerosionen, Erderschütterungen und so weiter führten. Öl und Gas sind begrenzte Rohstoffe, und das völlige Desinteresse an einer ökologischen Wiedernutzbarmachung signalisiert angesichts der Erfahrung von Oloibiri ein drohendes Unheil für die Völker von Ijawland.
- Die Umweltzerstörung in Ijawland durch transnationale Ölgesellschaften und den nigerianischen Staat entsteht hauptsächlich, weil die Ijaws ihrer natürlichen Rechte auf Eigentum und Kontrolle über ihr Land und ihre Rohstoffe mittels undemokratischer Gesetzgebungen im nigerianischen Staat beraubt wurden, wie das Landnutzungsdekret von 1978, das Petroleumdekret von 1969 und 1991, das Länderdekret Nr. 52 von 1993 (Osborne Land Decret), das Wasserwegedekret (National Inland Waterways Authority Decret) Nr. 13 von 1997 und so weiter.
- Das Herkunftsprinzip (principle of derivation) in der Verteilung der Staatseinkünfte wurde bewusst und systematisch durch aufeinanderfolgende Regime des nigerianischen Staates entwertet. Wir erwähnen die drastische Reduktion des Herkunftsprinzips von 100 % (1953), 50 % (1960), 45 % (1970), 20 % (1975) 2 % (1982), 1,5 % (1984) auf 3 % (1992) und gemunkelte 13 % in Sani Abachas undemokratischer und nicht umgesetzter Verfassung.
- Die Gewalttaten in Ijawland und anderen Teilen des Nigerdelta, die sich manchmal in intra- und inter-ethnischen Konflikten manifestieren, werden durch den Staat und transnationale Ölgesellschaften gesponsert, um die Gemeinschaften im Nigerdelta zu teilen, zu schwächen und von den Ursachen ihrer Probleme abzulenken.
- Die kürzlich offenbarte Plünderung der nationalen Staatskasse durch die Abacha-Junta reflektiert nur einen existierenden, beständigen Trend zum Stehlen durch öffentliche Amtsträger im nigerianischen Staat. Wir erinnern an die über 12 Milliarden Dollar (gulf war windfall), die durch Babangida und seine Kohorten geplündert wurden. Über 70 % der Milliarden von Dollar, die von Militärherrschern und ihren zivilen Kollaborateuren geplündert wurden, stammen aus dem umweltzerstörten Ijawland.

#### Resolutionen der Ijaw-Jugendlichen
1. Das gesamte Land und alle Rohstoffe (einschließlich Minerale) auf dem Ijaw-Territorium gehören den Ijaw-Gemeinden und sind die Grundlage für unser Überleben.
2. Wir lehnen alle undemokratischen Dekrete ab, die unseren Völkern/Gemeinden das Recht auf Eigentum und Kontrolle über unser Leben und über die Rohstoffe rauben. Die Dekrete wurden ohne unsere Teilnahme und Zustimmung verfügt, wie das Landnutzungdekret, das Petroleumdekret und so weiter.
3. Wir fordern den sofortigen Rückzug des gesamten Militärs aus Ijawland, das der nigerianische Staat für die Besetzung und Unterdrückung einsetzt. Jede Ölgesellschaft, die die Dienste des Militärs des nigerianischen Staates nutzt, um ihre Operationen zu schützen, wird als ein Feind des Ijaw-Volkes betrachtet. Familienmitglieder von Militärpersonal, die im Ijwaland stationiert sind, sollten an ihre Leute appellieren, das Ijaw-Gebiet in Ruhe zu lassen.
4. Die Ijaw-Jugendlichen aus allen Gemeinden aller Ijaw-Clans im Nigerdelta werden Maßnahmen ergreifen, um diese Beschlüsse ab dem 30. Dezember 1998 als ein Schritt zur Rückgewinnung der Kontrolle über unser Leben zu verwirklichen. Wir fordern deshalb, dass alle Ölgesellschaften alle Such- und Förderungsaktivitäten im Ijaw-Gebiet stoppen. Wir haben genug von Abfackelungen, Ölverschmutzungen, Gasausbrüchen und davon, als Saboteure und Terroristen etikettiert zu werden.
5. Die Ijaw-Jugendlichen werben für das Prinzip der friedlichen Koexistenz zwischen allen Ijaw-Gemeinden und mit unseren unmittelbaren Nachbarn, trotz der provokativen und entzweienden Aktionen des nigerianischen Staates, der transnationalen Ölgesellschaften und ihrer Subunternehmer. Wir wollen Freundschaft und Kameradschaft mit unseren Nachbarn: Itsekiri, Ilaje, Urhobo, Isoko, Edo, Ibibio, Ogoni, Ekpeye, Ikwerre und so weiter. Wir bestätigen unsere Verpflichtung, gemeinsam mit anderen ethnischen Nationalitäten im Nigerdelta für die Selbstbestimmung zu kämpfen.
6. Wir zeigen uns solidarisch mit allen Organisationen und ethnischen Nationalitäten in Nigeria und anderswo, die für Selbstbestimmung und Gerechtigkeit kämpfen. Insbesondere erwähnen wir den Kampf der O’odua People’s Congress (OPC), Movement for the Survival of the Ogoni People (MOSOP), Egi Women’s Movement und so weiter.
7. Wir sind solidarisch mit den nigerianischen Ölarbeitern (NUPENG und PENGASSAN) und erwarten, dass sie diesen Freiheitskampf als einen Kampf um Menschlichkeit ansehen.
8. Wir lehnen das gegenwärtige Demokratisierungsprogramm des Abubakar-Regimes ab, da keine Neugliederung der nigerianischen Föderation vorausging. Zielführend ist eine „Souveräne National-Konferenz“ von gleichmäßig repräsentierten ethnischen Nationalitäten, um die demokratische Föderation von nigerianischen, ethnischen Nationalitäten zu diskutieren. Die Konferenz sollte die Gewalttaten und Tötungen erwähnen, die die letzten lokalen Regierungswahlen in den meisten Teilen des Nigerdelta kennzeichneten. Die Konferenz sollte darauf hinweisen, dass diese Konflikte bei den Wahlen die undemokratische und ungerechte Natur des militärischen Übergangsprogramms manifestierten. Die Konferenz sollte deshalb bestätigen, dass die Militärs unfähig sind, eine wahre Demokratie in Nigeria einzusetzen.
9. Wir rufen alle Ijaws auf, dem Volkstum der Ijaws treu zu bleiben und für die totale Befreiung zu arbeiten. Es gibt keine andere Heimat als in Ijawland.
10. Wir wollen innerhalb Nigeria verbleiben, aber fordern und arbeiten an der Selbstverwaltung und Rohstoffkontrolle für das Volk der Ijaw. Eine Konferenz sollte anerkennen, dass eine Föderation von ethnischen Nationalitäten das Beste für Nigeria ist. Die Föderation sollte auf Gleichheit und sozialer Gerechtigkeit basieren.

### Im Jahr 2004: „All-Out War“ der NDPVF
Am 24. September 2004 erklärt Alhaji Mujahid Dokubo-Asari den „all-out war“ an die ausländischen Ölgesellschaften und Botschaften. Ein am 1. Oktober 2004 mit dem nigerianischen Präsidenten Olusegun Obasanjo vereinbartes Abkommen über eine sofortige Waffenruhe, über die Auflösung aller Milizen und militanten Gruppen und über die vollständige Entwaffnung war schon wenige Wochen später hinfällig. Asari verweigerte in einem offenen Brief an den Präsidenten die Zusammenarbeit und proklamierte die Souveränität des Nigerdeltas.
Der ständige Angriff auf Ölquellen und Pipelines im Nigerdelta führt zu einem Abfall der Erdölproduktion und zu einem weltweiten Anstieg des Ölpreises.

### Im Jahr 2006

#### Movement for the Emancipation of the Niger Delta
Ab Jahresbeginn 2006 tritt ein bisher unbekanntes militantes Movement for the Emancipation of the Niger Delta (MEND) auf, das insbesondere im Januar und Februar mit ihren Überfällen auf Anlagen der Royal Dutch Shell deren Erdölproduktion empfindlich traf.
Inzwischen bildet die MEND eine vom Joint Revolutionary Council (JRC) gesteuerte Allianz mit der Martyrs Brigade, die von Cynthia White gegründet wurde, nachdem sie als frühere Sprecherin von Alhaji Mujahid Dokubo-Asari die NDPVF verlassen hatte.

#### Entführungsfälle im August 2006
Am 14. August 2006 warnte das Auswärtige Amt vor Reisen in die Bundesstaaten Delta, Bayelsa, Rivers und Akwa Ibom nicht zuletzt angesichts der erhöhten Gefahr von Geiselnahmen.
Am 15. August verkündete Präsident Olusegun Obasanjo den militärischen Kampf („force for force“) gegen Geiselnehmer und eine ständige Küstenüberwachung.
Am 20. August 2006 wurden von der Joint Military Task Force (JTF) zehn vermeintliche MEND-Mitglieder getötet, die aber Mitglieder einer Delegation gewesen sein sollen, die nach einer erfolgreichen Verhandlung den am 8. August entführten Shell-Mitarbeiter aus der Geiselhaft befreit hatten. Die Geisel ist vermutlich auch ums Leben gekommen.
Am 22. August 2006 empfahl die US-amerikanische Regierung ihren Staatsangehörigen, dem Nigerdelta fernzubleiben
| Datum           | Entführung | Täter                                          | Quelle                 |
| --------------- | --- | ---------------------------------------------- | ---------------------- |
| 3. August 2006  | Ein deutscher Mitarbeiter der Baufirma Bilfinger Berger in Port Harcourt wurde entführt. Zu der Geiselnahme bekannte sich eine bislang unbekannte Rebellengruppe. Die Entführer bekräftigten ihre Forderung nach einer Entlassung zweier ihrer Anführer aus nigerianischer Haft. Der Deutsche wurde am 20. August wieder aus der Geiselhaft entlassen. | Bewegung für das Volk des Niger-Deltas (MONDP) | FAZ TAZ                |
| 4. August 2006  | Drei philippinische Ölarbeiter wurden von Bewaffneten aus einem Bus nahe Port Harcourt entführt. Sie wurden zehn Tage später freigelassen. |                                                |                        |
| 8. August 2006  | Ein Shell-Mitarbeiter wurde entführt und ist vermutlich am 20. August in einem Gefecht mit der Joint Task Force (JTF) des nigerianischen Militärs ums Leben gekommen. |                                                | Al-Dschasira Vanguard  |
| 9. August 2006  | Zwei Norweger und zwei Ukrainer wurden von einem Versorgungsschiff vor der nigerianischen Küste als Geiseln genommen und am 16. August 2006 wieder freigelassen. |                                                | ABC                    |
| 10. August 2006 | Ein belgischer Arbeiter und sein marokkanischer Kollege wurden in Port Harcourt entführt. Beide kamen am 14. August wieder frei. |                                                |                        |
| 13. August 2006 | Mindestens fünf ausländische Ölarbeiter (ein Deutscher, zwei Briten, ein Ire und ein Pole) wurden kurz vor Mitternacht aus einem Nachtclub in Port Harcourt verschleppt. Der Deutsche Staatsangehörige wurde am 23. August 2006 wieder freigelassen.                                                                                                   |                                                | WELT n-tv Vanguard HRW |

### Im Jahr 2010
- Eine nigerianische Rebellengruppe entführt Manager von Ölfirmen und führt Bombenanschläge auf Ölfördereinrichtungen durch.